# 大庭孝之
大庭 孝之（おおば たかゆき）は、日本の国土交通技官。奈良県県土マネジメント部長、東京都三環状道路整備推進部長、国土交通大学校副校長などを歴任した。

## 人物・経歴
神奈川県出身。1988年東京大学大学院工学系研究科修了、建設省入省。大学では天文部に所属し、鉄道や飛行機が好きで交通工学を専攻した。建設省東北地方建設局道路部道路計画第二課長を経て、1996年建設省道路局企画課課長補佐。
1997年建設省道路局国道課課長補佐。1999年高知県企画部情報企画課長。2001年国土交通省東北地方整備局郡山国道事務所長。2003年国土交通省道路局道路事業分析評価室企画専門官。2005年国土交通省道路局有料道路課企画専門官。2006年国土交通省関東地方整備局千葉国道事務所長。
2008年国土交通省総合政策局総務課国際建設技術企画官。2009年国土交通省道路局高度道路交通システム推進室長。2011年奈良県土木部長。2013年奈良県県土マネジメント部長。2014年国土交通省中部地方整備局道路部長。
2015年首都高速道路会社計画・環境部長。2018年東京都建設局三環状道路整備推進部長。2020年日本高速道路保有・債務返済機構理事。2021年国土交通大学校副校長。2022年国土交通省大臣官房付、退官、建設資源広域利用センター常務取締役。